# Alpen Cup w kombinacji norweskiej 2023/2024
Alpen Cup w kombinacji norweskiej 2023/2024 to kolejna edycja tego cyklu zawodów. Rywalizacja rozpoczęła się 9 września 2023 r. w czeskim Libercu, zaś ostatnie zawody z tego cyklu zostały rozegrane 10 marca 2024 w niemieckim Oberhofie.
Tytułu z poprzedniej edycji bronił Niemiec Richard Stenzel.
W tym sezonie natomiast najlepszy okazał się Czech Jiří Konvalinka.

## Kalendarz i wyniki
| Lp. | Data             | Miejscowość | Dystans               | 1. miejsce      | 2. miejsce       | 3. miejsce       |
| --- | ---------------- | ----------- | --------------------- | --------------- | ---------------- | ---------------- |
| 1.  | 9 września 2023  | Liberec     | Gundersen HS100/10 km | Richard Stenzel | Jiří Konvalinka  | Manuel Senoner   |
| 2.  | 10 września 2023 | Liberec     | Gundersen HS100/5 km  | Jiří Konvalinka | Richard Stenzel  | Benedikt Gräbert |
| 3.  | 16 września 2023 | Tschagguns  | Gundersen HS108/10 km | Jiří Konvalinka | Jonathan Gräbert | Lukáš Doležal    |
| 4.  | 17 września 2023 | Tschagguns  | Gundersen HS108/5 km  | Jiří Konvalinka | Lukáš Doležal    | Jonathan Gräbert |
| 5.  | 16 grudnia 2023  | Seefeld     | Gundersen HS109/5 km  | Jiří Konvalinka | Jonathan Gräbert | David Liegl      |
| 6.  | 17 grudnia 2023  | Seefeld     | Gundersen HS109/10 km | Jiří Konvalinka | Nick Schönfeld   | Manuel Senoner   |
| 7.  | 27 stycznia 2024 | Szczyrk     | Gundersen HS104/10 km | Odwołano        | Odwołano         | Odwołano         |
| 8.  | 28 stycznia 2024 | Szczyrk     | Gundersen HS104/5 km  | Odwołano        | Odwołano         | Odwołano         |
| 9.  | 17 lutego 2024   | Harrachov   | Gundersen HS100/10 km | Jiří Konvalinka | Benedikt Gräbert | Manuel Senoner   |
| 10. | 18 lutego 2024   | Harrachov   | Gundersen HS100/5 km  | Jiří Konvalinka | Benedikt Gräbert | Felix Brieden    |
| 11. | 9 marca 2024     | Oberhof     | Gundersen HS100/10 km | Manuel Senoner  | Benedikt Gräbert | Lukáš Doležal    |
| 12. | 10 marca 2024    | Oberhof     | Gundersen HS100/5 km  | Felix Brieden   | Lukáš Doležal    | Manuel Senoner   |

## Klasyfikacja generalna
| M.  | Zawodnik         | Punkty |
| --- | ---------------- | ------ |
| 1.  | Jirí Konvalinka  | 617    |
| 2.  | Lukáš Doležal    | 546    |
| 3.  | Manuel Senoner   | 526    |
| 4.  | Benedikt Gräbert | 462    |
| 5.  | Felix Brieden    | 415    |
| 6.  | Jonathan Gräbert | 388    |
| 7.  | David Liegl      | 336    |
| 8.  | Nick Schönfeld   | 295    |
| 9.  | Leonard Netzer   | 282    |
| 10. | Johann Unger     | 281    |
| ... |                  |        |
| 16. | Kacper Jarząbek  | 146    |
| 24. | Andrzej Waliczek | 98     |
| 53. | Jakub Cieślar    | 13     |
| 55. | Szymon Dubiel    | 9      |
| 58. | Mikołaj Wantulok | 7      |
| 60. | Piotr Nowak      | 6      |

| Lp. | Drużyna    | Punkty |
| --- | ---------- | ------ |
| 1.  | Niemcy     | 4307   |
| 2.  | Austria    | 2567   |
| 3.  | Słowenia   | 1983   |
| 4.  | Włochy     | 1563   |
| 5.  | Czechy     | 1553   |
| 6.  | Francja    | 985    |
| 7.  | Polska     | 279    |
| 8.  | Szwajcaria | 187    |
| 9.  | Finlandia  | 57     |
| 10. | Ukraina    | 51     |
| 11. | Holandia   | 49     |